# Чипровски проход

Чипровският проход е планински проход в централната част на Чипровска планина (част от Западна Стара планина), на територията на България и Република Сърбия. Свързва долината на Чипровска река (десен приток на Огоста) при град Чипровци с долината на Топлодолска река (десен приток на Височица, от басейна на Нишава) при сръбското село Топли дол.
Дължината на прохода е около 20 km, като на българска територия са около 9 km, а на сръбска – около 11 km. Надморската височина на седловината е 1765 m и се намира на държавната граница, на около 600 – 700 m северно от връх Вража глава (1936 m).
Проходът започва от южния край на град Чипровци, на 525 m н.в. и като камионен път се изкачва нагоре по долината на Чипровска река, след това по левият ѝ приток река Андровица и накрая покрай левия приток на Андровица – река Пилатовец, където пътят свършва. Оттук нагоре по долината на река Пилатовец и левият ѝ приток Типъчка река продължава пътека, която след около 5 km достига седловината и държавната граница при 1765 m н.в. Вече на сръбска територия отново има пътека, която в продължение на около 7 km се спуска в долината на Топлодолска река, а от там вече като камионен път след около 3 km проходът свършва в източния край на село Топли дол на 754 m н.в.
Поради липсата на автомобилен път, неудобния и стръмен терен проходът в миналото рядко се е използвал, а сега е напълно изоставен.

## Топографска карта
- Лист от карта K-34-22. Мащаб: 1 : 100 000.